# حمى أرنون
 حمى أرنون هي إحدى القرى اللبنانية من قرى قضاء النبطية في محافظة النبطية.
ملاصقة لقرية أرنون ،كانت مسكونة سابقا ولكنها اندثرت وهي تتبع لبلدة ارنون.